# Paradise Lost (formație)
Paradise Lost este o formație de heavy metal, înființată în 1988 în Halifax, Anglia. Albumul de debut al formației, Gothic, a fost lansat în 1991, și făcea parte din stilul death/doom. Trupa a început să încorporeze muzică instrumental-electronică începând cu albumul lor din 1997, One Second. În albumul din 2002, Symbol of Life, Paradise Lost a diminuat elementelor electronice în favoarea revenirii la stilul orientat pe chitară. Paradise Lost a produs influențe, Jonas Renkse de la Katatonia spunând că formația sa a început ca un "fangrup al lui Paradise Lost".
Componența formației de-a lungul timpului a rămas aceeași, constând din vocalistul Nick Holmes, chitariștii Greg Mackintosh și Aaron Aedy, și basistul Steve Edmondson. Holmes and Mackintosh sunt principalii compozitori ai trupei, majoritatea albumelor trupei fiind creditate lor. Peste ani, formația a schimbat doar bateriștii.

## Membri

### Membri actuali

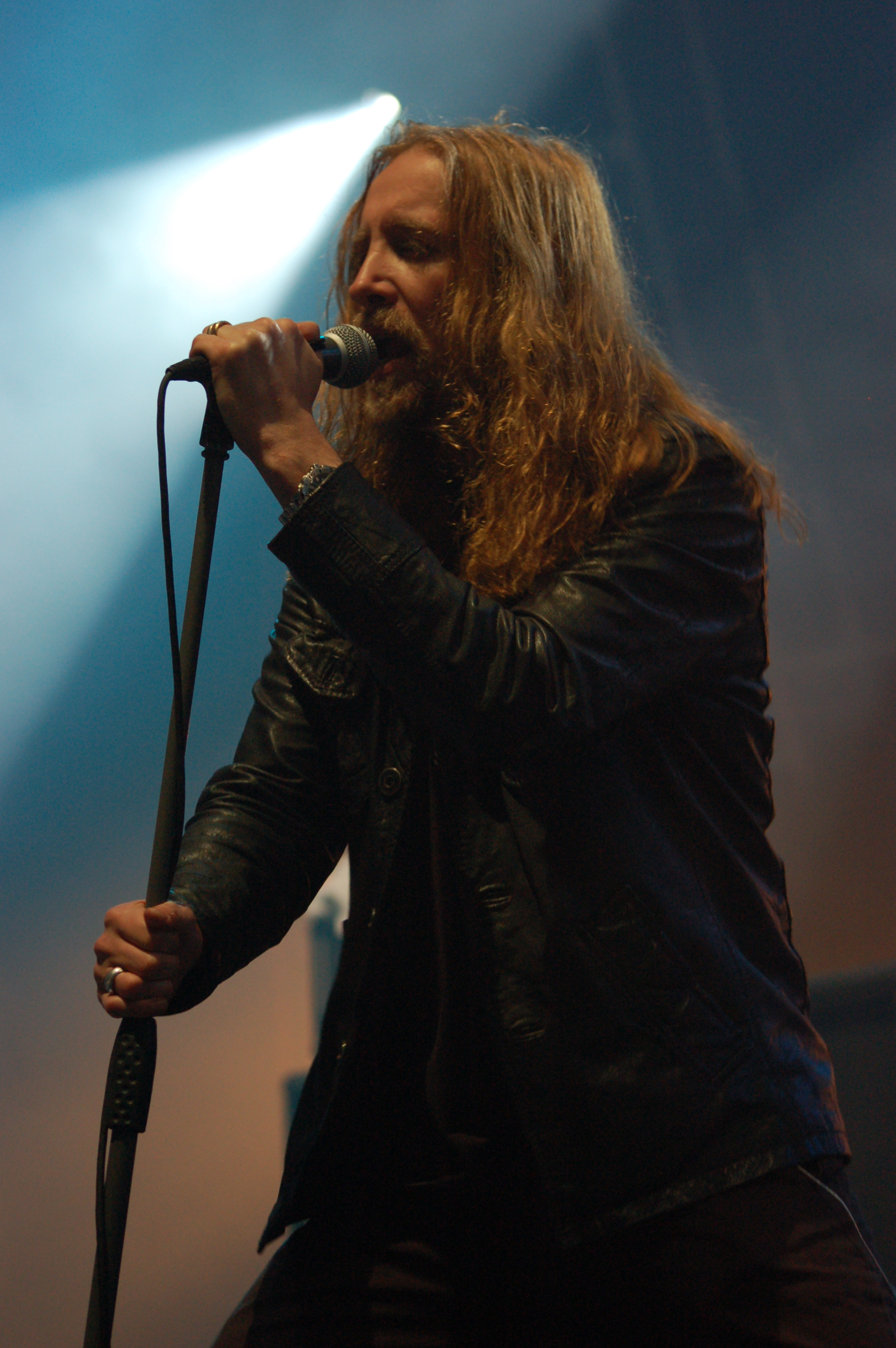
Nick Holmes la festivalul Metalmania 2007 în Katowice, Polonia

- Nick Holmes - vocal (1988–present)
- Greg Mackintosh  - chitară, clape (1988–prezent)
- Aaron Aedy - chitară ritmică (1988–prezent)
- Steve Edmondson - chitară bas (1988–prezent)
- Adrian Erlandsson - baterie (2009–prezent)

### Foști membri
- Matthew Archer – baterie (1988–1994)
- Lee Morris - baterie (1994–2004)
- Jeff Singer - baterie (2004–2008, membru de turnee în 2009, 2011, 2012)

### Membri de sesiuni și turnee
- Milly Evans - chitară (turnee) (1999, 2009–2010), clape și back vocal (turnee) (2011)
- Mark Heron - baterie (turnee) (2008)
- Peter Damin – baterie (studio) (2009)

## Discografie

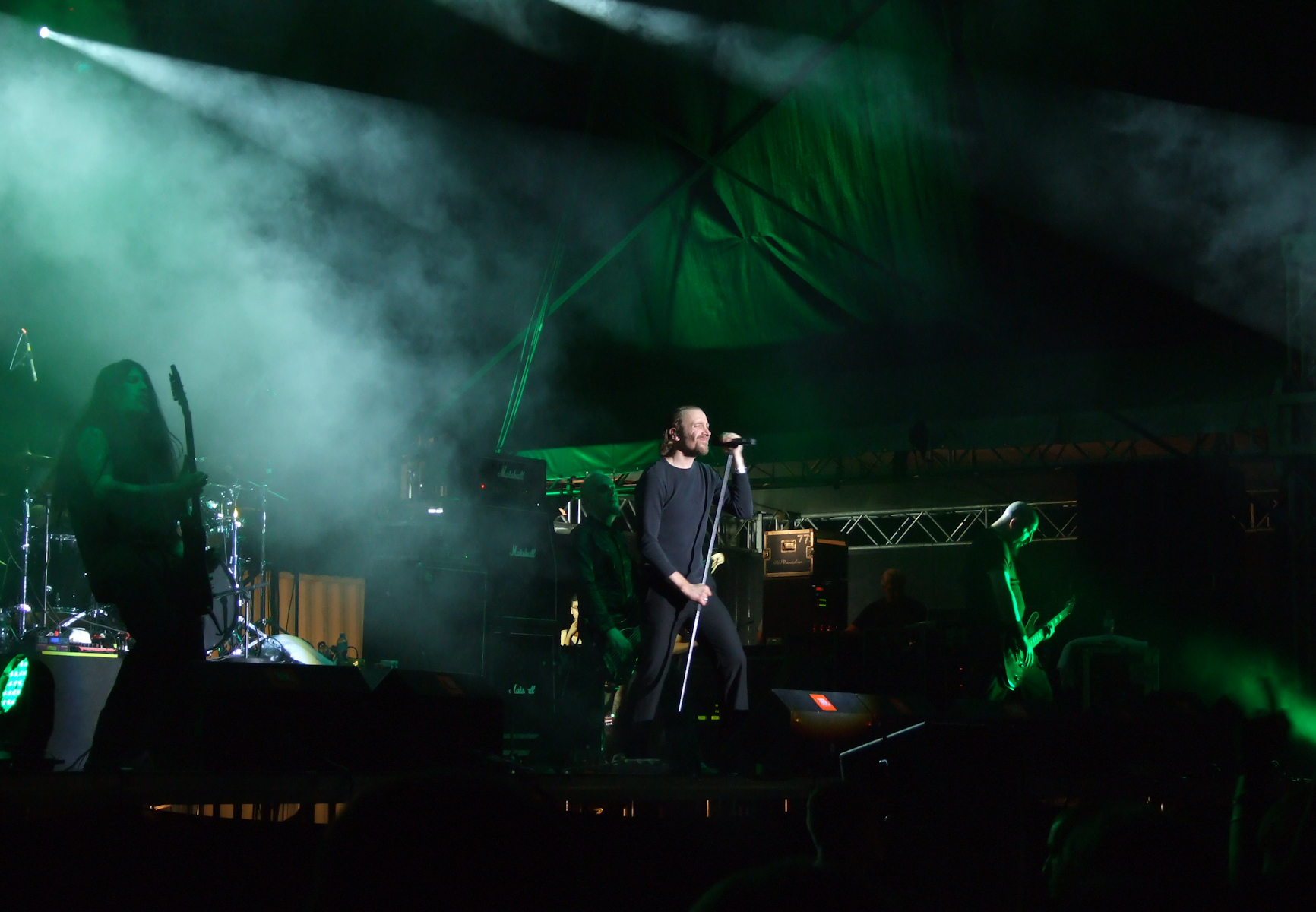
Paradise Lost la Kavarna Rock Fest 2011

### Albumuri de studio
- Lost Paradise (1990)
- Gothic (1991)
- Shades of God (1992)
- Icon (1993)
- Draconian Times (1995)
- One Second (1997)
- Host (1999)
- Believe in Nothing (2001)
- Symbol of Life (2002)
- Paradise Lost (2005)
- In Requiem (2007)
- Faith Divides Us – Death Unites Us (2009)
- Tragic Idol (2012)
- The Plague Within (2015)
- Medusa (2017)
- Obsidian (2020)

### Live
- "Live Death" (1990) (VHS)
- At the BBC (2003)
- The Anatomy of Melancholy (2008) (Live double-DVD set, and Live double-CD set)
- Draconian Times MMXI (2011)
- Live at the Roundhouse (2013)
- Symphony for the Lost (2015)
- Live At Rockpalast 1995 (2019)